# Grimmingschloss

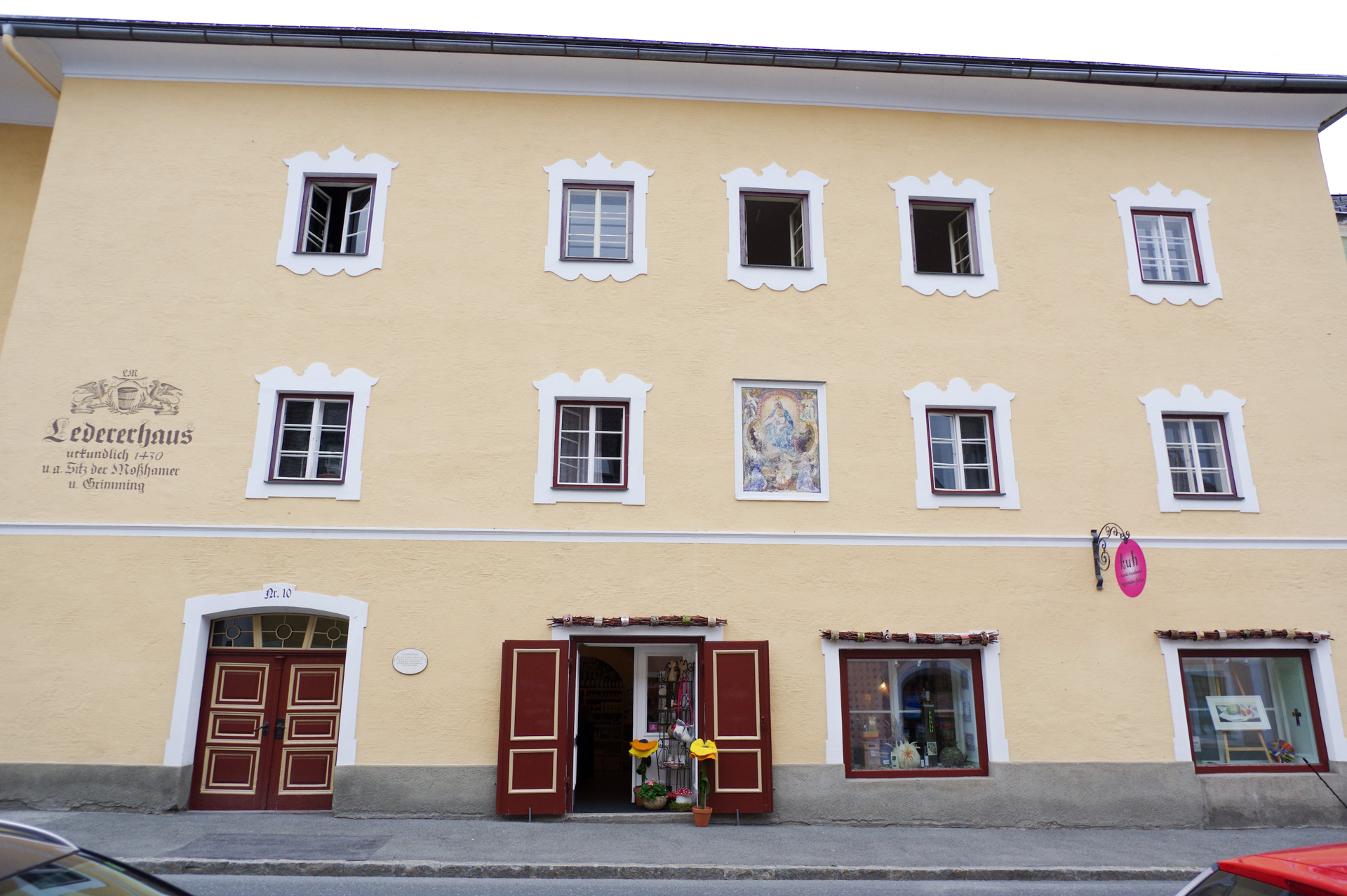
Ledererhaus in Tamsweg

Das Grimmingschloss (auch Ledererhaus, Lederer-Mandl-Haus oder Lebzelterhaus genannt) liegt in der Gemeinde Tamsweg im Lungau des Landes Salzburg (Amtsgasse 10).

## Geschichte
1430 wird das Grimmingschloss erstmals in einem Urbar erwähnt. Nach einem Brand im Krieg gegen Kaiser Friedrich III. war hier der Sitz der Herren von Moosham (1480–1600) und dann der Herren von Grimming (1600–1717). Nach 1720 sind in dem Gebäude verschiedene Ledererfamilien ansässig gewesen. Seit 1878 ist das Gebäude im Besitz der Familie Mandl.

## Grimmingschloss – Ledererhaus heute
Das Haus ist dreigeschoßig mit Gewölben im Erdgeschoß. Der sogenannte Rittersaal wurde 1940 in mehrere Zimmer unterteilt und ein Teil der Zimmerdecke in das Museum Tamsweg gebracht. Ein Fresko aus dem 18. Jahrhundert stellt vermutlich das Gnadenbild von Maria Plain dar.
Der letzte Gerberbetrieb wurde 1956 eingestellt. Danach wurde in dem Haus ein Lederwarengeschäft betrieben. Seit 2014 befindet sich das Geschäftslokal des Vereins „K.U.H. – Kunst und Handwerk“ darin.
Eigentümer ist Gerwald Mandl.